# Emozamia licinus
Emozamia licinus är en snäckart som först beskrevs av Hedley och Petterd 1906.  Emozamia licinus ingår i släktet Emozamia och familjen purpursnäckor. Inga underarter finns listade i Catalogue of Life.